# Stadion Awanhard w Równem
Stadion "Awanhard" (ukr. Cтадіон «Авангард») – wielofunkcyjny stadion w Równem na Ukrainie. Domowa arena klubu Weres Równe.
Pierwszy stadion z boiskiem do piłki nożnej w Równem powstał w latach 20. XX wieku. Stadion w Równem położony przy ulicy Zamkowej (w tym samym miejscu co "Awanhard") w latach 30. XX wieku mógł pomieścić około 4 tys. widzów. Na centralnej arenie miasta odbywały się mecze mistrzostw Wołyńskiego Okręgowego Związku Piłki Nożnej, a po 1939 r. - mecze rozgrywek lokalnych i regionalnych. Tutaj w czerwcu 1941 r. został rozegrany historyczny mecz pomiędzy lokalnym Spartakiem a Dynamem Kijów.
W drugiej połowie lat 40. XX wieku była przeprowadzona rekonstrukcja stadionu, jego pojemność zwiększyła się do 5 tysięcy. A w latach 60., kiedy miejscowy Kołhospnyk Równe rozpoczął reprezentować miasto w Klasie B Mistrzostw ZSRR, stadion został ponownie zamknięty na poważną renowację, po czym mógł pomieścić 25 000 widzów. W tym okresie renowacji gospodarze grali w pobliżu wybudowanym zastępczym boisku, które prosty lud określił jako "górne pole".
Nowy stadion został otwarty dla meczów w 1970 roku. W latach 80. stadion był uważany za jeden z najlepszych na Ukrainie. W latach 1993–1995 kiedy miejscowy klub Weres występował w Wyższej lidze Ukrainy stadion w Równem w dalszym ciągu gromadził po 15-20 tysięcy fanów na prawie każdym spotkaniu zespołu.
Po częściowym zamontowaniu siedzeń pojemność stadionu została zredukowana do 20 000 miejsc. W 2002 rozpoczęto rekonstrukcję, aby dostosować stadion do wymóg standardów UEFA i FIFA. Rekonstruowany stadion będzie mógł pomieścić 10 900 widzów. Z przyczyn braku kosztów rekonstrukcja przedłuża się.